# Signe von Scanzoni
Signe von Scanzoni (* 23. Juli 1915 in Frankfurt am Main; † 25. September 2002 in Ehrwald) war eine deutsche Tänzerin, Sängerin, Schauspielerin und Autorin. Sie war die letzte Partnerin Erika Manns.

## Leben
Signe von Scanzoni war eine Tochter der Amélie zu Fürstenberg und des Schauspielers Walter Janssen, trug aber den Namen des Rechtsanwaltes Gustav Scanzoni von Lichtenfels, der ihre Mutter im Jahr 1917 geheiratet und zuvor als Scheidungsanwalt bei deren erster Ehe fungiert hatte: Amélie zu Fürstenberg hatte 1908 Gustav von Koczian geheiratet, mit dem sie zuvor durchgebrannt war. Aus dieser Verbindung stammten zwei Kinder. Anders als Signe von Scanzoni es später darstellte, bemühte ihr Stiefvater sich intensiv darum, ihr die Mittel zu ihrer Ausbildung und auch zu kostenintensiven Kuren und Krankheitsbehandlungen zu sichern, indem er sich immer wieder an die Fürstenfamilie wandte, der „Inge“, wie sie im Familienkreis genannt wurde, entstammte. Belege darüber finden sich im Fürstlich Fürstenbergischen Archiv in Donaueschingen.
Signe von Scanzoni wuchs in München auf, wo sie die Höhere Mädchenschule in der Luisenstraße besuchte. Im Alter von 14 Jahren verlor sie ihre Mutter. Als Sechzehnjährige begann sie 1931 in Berlin eine Ausbildung zur Sängerin, die sie aber wegen eines Leidens der Atemwege unterbrechen musste. Stattdessen begann sie ein Studium der Musik- und Theaterwissenschaft. Zu ihren Lehrern gehörten Julius Petersen und Rolf Badenhausen. Ferner trat Signe von Scanzoni in dieser Zeit als Schauspielerin auf. Ihr Stiefvater legte einem seiner Schreiben an das Fürstenhaus, das zu diesem Zeitpunkt noch maßgeblich zu dem Lebensunterhalt der jungen Künstlerin beitrug, ein Gutachten des Kammersängers Walter Kirchhoff bei, der ihr „musikalisches Empfinden“ lobte, aber die Notwendigkeit einer Unterbrechung der Gesangsausbildung betonte. Gustav Scanzoni von Lichtenfels teilte in diesem Schreiben auch mit, dass er – offenbar nach erheblichen Anstrengungen – Signe von Scanzonis leiblichen Vater endlich zur Anerkennung der Vaterschaft habe bewegen können, was wegen des geforderten Ariernachweises damals von großer Wichtigkeit für Signe von Scanzoni war. Diese trat unter dem Namen Signe Maria Götzen zunächst in der Provinz und schließlich ab 1937 unter Otto Falckenberg an den Münchner Kammerspielen auf. Eine ihrer Rollen war die Natalie in Der Prinz von Homburg von Heinrich von Kleist. Ein Engagement am Münchner Staatsschauspiel erhielt sie nicht.
In dieser Zeit verkehrte Signe von Scanzoni im Hause Herbert Görings, dessen Ehefrau sich ihrer annahm, als sie im Frühjahr 1940 schwer erkrankte. 1941 wurde eine Lungentuberkulose diagnostiziert. Dass Signe von Scanzoni zur Behandlung nach Davos reisen konnte, war möglicherweise ihre Rettung vor dem Zugriff der Nationalsozialisten, hatte sie doch zusammen mit Kolleginnen und Kollegen, darunter Hanne Mertens, deren Aufmerksamkeit mit „defaitistischen Gesängen“ auf sich gezogen. Hanne Mertens kam im KZ Neuengamme um.
Nachdem ihre Krankheit in der Schweiz operativ behandelt worden war, war Signe von Scanzoni auch nicht mehr in der Lage, Ballett zu tanzen oder als Schauspielerin aufzutreten, und arbeitete fortan stattdessen als Dramaturgin.
1937 hatte Clemens Krauss die Leitung der Bayerischen Staatsoper übernommen; Signe von Scanzoni wurde in den frühen 1940er Jahren seine Assistentin. Sie war insbesondere eine Kennerin der Werke von Richard Strauss und an den Uraufführungen von Friedenstag, Capriccio und Die Liebe der Danae maßgeblich beteiligt.
Signe von Scanzoni begleitete 1938 während des Dritten Reichs ihre Nenntante Bella Dispeker, die Mutter Grete Weils, auf der Reise ins niederländische Exil, blieb damals aber nicht außer Landes. Nach dem Ende des Zweiten Weltkrieges, als Krauss zeitweise ein Dirigierverbot hatte, lebte und arbeitete sie einige Zeit in den USA. Als Musikjournalistin veröffentlichte sie die Werke Wiener Oper. Wege und Irrwege (1962), Plauderei über das Musiktheater, Richard Strauss und seine Sänger (1961) und, zusammen mit Götz Kende, Clemens Krauss. Fakten, Vergleiche, Rückschlüsse (1988). Ferner konzipierte sie die Richard-Strauss-Ausstellung in München im Jahr 1964 anlässlich des hundertsten Geburtstags des Komponisten und den zugehörigen Katalog.
Signe von Scanzoni, die schon in ihrer Kindheit mit der Familie Thomas Manns bekannt gewesen war, traf 1957 – vermutlich zufällig – Erika Mann wieder, mit der sie dann bis zu deren Tod eine enge Beziehung verband. Erika Mann besaß damals zusammen mit Magnus Henning in Ehrwald ein Haus; Scanzoni lebte seit 1948 im selben Ort, Clemens Krauss und dessen Ehefrau Viorica Ursuleac waren seit 1950 ebenfalls dort ansässig. Erika Mann versuchte Signe von Scanzoni immer wieder als Geliebte und enge Mitarbeiterin zu vereinnahmen, obwohl es regelmäßig zu Auseinandersetzungen über die Haltung von Personen wie Krauss oder auch Gustaf Gründgens in der Zeit des Dritten Reichs kam. Scanzoni allerdings bewahrte sich eine gewisse Distanz und Selbstständigkeit. Liane von Billerbeck konstatierte, nachdem Scanzonis Bericht über diese Jahre veröffentlicht worden war, verwundert: „Wer Erika Mann als aggressive Furie in der Erinnerung hat, die nicht davor zurückschreckte, auch in persönlich verletzender Weise Thomas-Mann-Biografen, Journalisten und Kritikern der von ihr herausgegebenen Editionen zu begegnen, und zahllose Prozesse anzustrengen, der dürfte überrascht sein, in welch ruhigem Ton die beiden Frauen ihre gegensätzlichen Standpunkte austauschen.“
Denn in Scanzonis Nachlass fand sich ein überarbeitetes und vollständiges Typoskript ihrer auch im Nachlass von Grete Weil überlieferten Darstellung der letzten Jahre und speziell der letzten Monate Erika Manns, die unter dem Titel Als ich noch lebte veröffentlicht wurde. Gegenüber Irmela von der Lühe hatte Scanzoni 1998 behauptet, diese Schrift sei vernichtet.
Ein Teil ihres Nachlasses – ein Konvolut von mehr als 100 Briefen sowie ein Manuskript – befindet sich in der Monacensia.